# Schliersberg
Der Schliersberg, auch Rhonberg oder Rohnberg genannt, ist ein 1265 m hoher Berg in den Schlierseer Bergen im Mangfallgebirge (einem Teil der Bayerischen Voralpen) auf dem Gebiet der Gemeinde Schliersee am gleichnamigen See, Landkreis Miesbach, Oberbayern. Zusammen mit dem Breitenberg (abgetrennt durch das Taferlmoos) und der Gruppe Leitner Nasen-Hirschgröhrkopf-Auracher Köpferl (abgetrennt durch den Leitner Graben mit gleichnamigem Bach) bildet der Schliersberg eine Gipfelgruppe östlich des Schliersees, die das Tal der Schlierach vom Leitzachtal trennt.

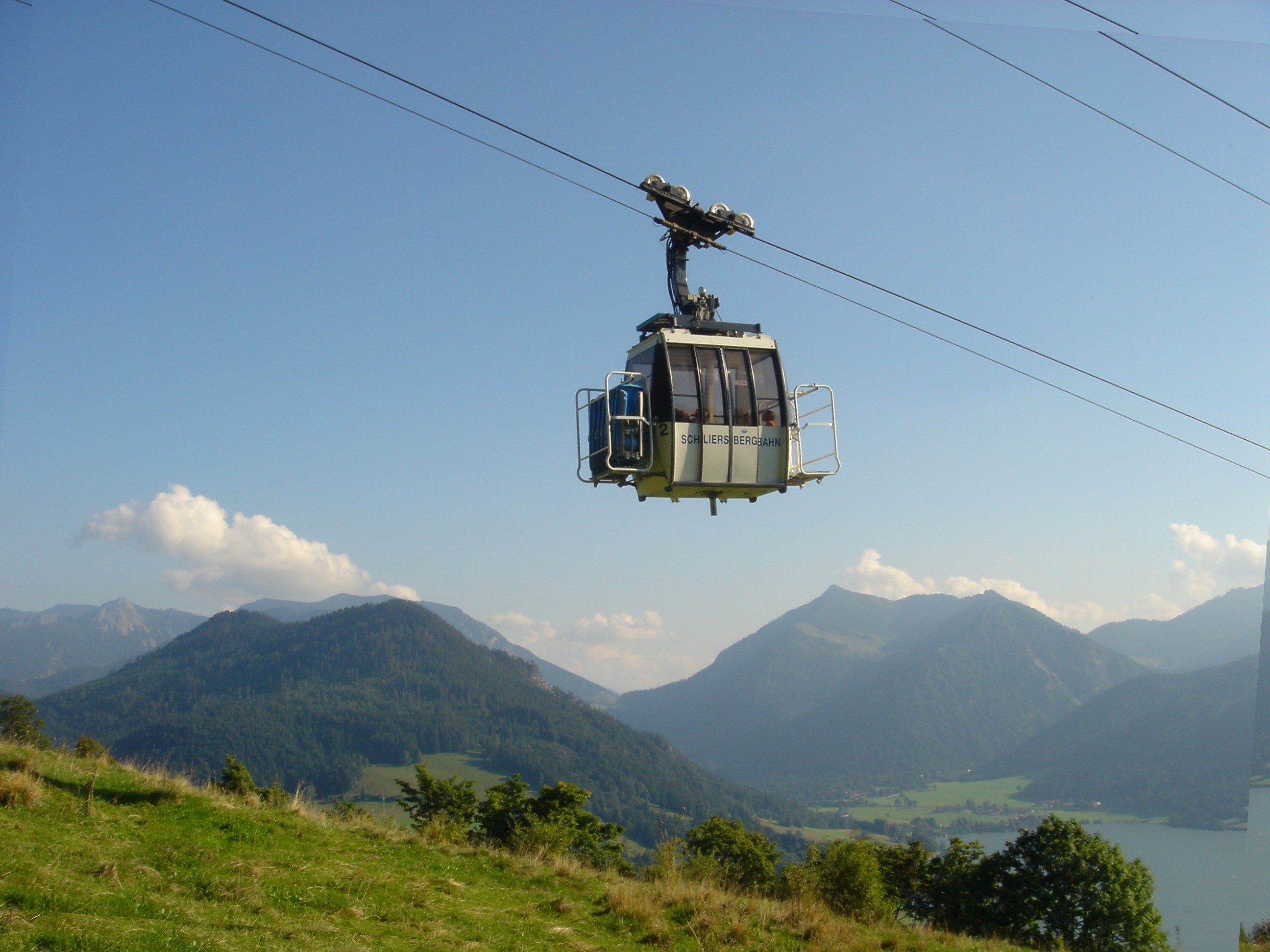
Schliersbergseilbahn

Seit 1952 führt mit der Schliersbergbahn eine kleine Kabinenseilbahn von Nord-Schliersee bis zur Schliersbergalm (1061 m ü. NHN), oberhalb derer der Wald einsetzt und die kleinere zweite Hälfte des Anstiegs zum Gipfel liegt. Die Bahn wurde 1982 und 1996 erneuert. Sie hat eine Länge von 725 m, überwindet 230 Höhenmeter und befördert pro Tag bis zu 500 Fahrgäste; die Fahrzeit beträgt ca. 4 Minuten. Betreiber ist die Hotel- und Seilbahn-Betriebs GmbH. An der Bergstation Schliersbergalm liegt eine Restauration mit Hotelbetrieb (29 Zimmer). Dort beginnt auch eine Sommerrodelbahn.

## Wandermöglichkeiten
Der Berg ist von Schliersee aus auf einfacher Bergwanderung über die Schliersbergalm (1055 m bzw. 1061 m) zu erreichen (Aufstieg: 1:30 Stunden, Abstieg: 1 Stunde, ca. 450 Höhenmeter). Der bewaldete Gipfel bietet keine Aussicht.